# Ronald Larsen
Ronald John Larsen  (* 1. Januar 1930 in Chicago) ist ein US-amerikanischer Mathematiker, der sich mit Analysis befasste.
Larsen studierte an der Michigan State University mit dem Bachelor-Abschluss 1957 und dem Master-Abschluss 1959 und wurde 1964 an der Stanford University bei Karel de Leeuw promoviert (Almost invariant measures).  1963 bis 1965 war er Instructor an der Yale University. 1965 wurde er Assistant Professor am Cowell College der University of California, Santa Cruz, was er bis 1970 blieb. 1968/69 war er mit einem Fulbright-Hayes Stipendium an der Universität Oslo (und nochmals 1973/74). 1970 bis 1975 war er Associate Professor an der Wesleyan University und 1975/76 Visiting Associate Professor an der State University of New York in Binghamton und 1976/77 in Albany. 1977/78 war er Adjunct Associate Professor am Clarkson College of Technology.

## Schriften
- An Introduction to the Theory of Multipliers, Grundlehren der mathematischen Wissenschaften 175, Springer 1971
- Functional Analysis. An Introduction, Marcel Dekker 1973